# Чемпионат Европы по водным видам спорта 2012
XXXI чемпионат Европы по водным видам спорта проходил в Дебрецене (Венгрия) и Эйндховене (Нидерланды).
Первоначально чемпионат должен был проводиться в Вене (Австрия). Из-за кризиса Австрия отказалась от проведения чемпионата, и проведение чемпионата было передано Антверпену (Бельгия) и Эйндховену (Нидерланды). Но и у этих стран оказались финансовые проблемы. В феврале 2012 года было принято решение о проведении чемпионата в Лондоне (Великобритания). И лишь незадолго до начала чемпионата окончательно были определены бассейн Дебрецена (Венгрия) и Эйндховен (Нидерланды).

## Календарь
Соревнования были распределены следующим образом:
| Группа дисциплин    | Место проведения | Дата проведения |
| Плавание            | Дебрецен         | 21-27 мая 2012  |
| Прыжки в воду       | Эйндховен        | 15-20 мая 2012  |
| Синхронное плавание | Эйндховен        | 23-27 мая 2012  |

## Общий зачет по медалям
Страна — хозяин соревнований 
| Место | Страна         | Золото | Серебро | Бронза | Всего |
| ----- | -------------- | ------ | ------- | ------ | ----- |
| 1     | Венгрия        | 9      | 10      | 7      | 26    |
| 2     | Германия       | 9      | 9       | 6      | 24    |
| 3     | Италия         | 7      | 10      | 6      | 23    |
| 4     | Франция        | 6      | 4       | 4      | 14    |
| 5     | Испания        | 5      | 3       | 3      | 11    |
| 6     | Швеция         | 4      | 4       | 2      | 10    |
| 7     | Россия         | 3      | 4       | 5      | 12    |
| 8     | Украина        | 2      | 6       | 7      | 15    |
| 9     | Великобритания | 2      | 2       | 0      | 4     |
| 10    | Норвегия       | 2      | 0       | 1      | 3     |
| 11    | Греция         | 1      | 0       | 5      | 6     |
| 12    | Израиль        | 1      | 0       | 4      | 5     |
| 13    | Чехия          | 1      | 0       | 2      | 3     |
| 14    | Словакия       | 1      | 0       | 1      | 2     |
| 15    | Польша         | 1      | 0       | 0      | 1     |
| 15    | Сербия         | 1      | 0       | 0      | 1     |
| 17    | Хорватия       | 0      | 1       | 0      | 1     |
| 17    | Эстония        | 0      | 1       | 0      | 1     |
| 17    | Ирландия       | 0      | 1       | 0      | 1     |
| 17    | Нидерланды     | 0      | 1       | 0      | 1     |
| 21    | Австрия        | 0      | 0       | 1      | 1     |
| 21    | Болгария       | 0      | 0       | 1      | 1     |
| 21    | Румыния        | 0      | 0       | 1      | 1     |
| Всего | Всего          | 55     | 56      | 56     | 167   |

## Плавание

### Результаты

#### Мужчины
| Дисциплины                     | Золото                                                                       | Золото   | Серебро                                                                          | Серебро  | Бронза                                                                             | Бронза   |
| ------------------------------ | ---------------------------------------------------------------------------- | -------- | -------------------------------------------------------------------------------- | -------- | ---------------------------------------------------------------------------------- | -------- |
| 50 м вольный стиль             | Фредерик Буске · Франция                                                     | 21.80    | Стефан Нистранд · Швеция                                                         | 22.04    | Андрей Говоров · Украина                                                           | 22.18    |
| 100 м вольный стиль            | Филиппо Маньини · Италия                                                     | 48.77    | Ален Бернар · Франция                                                            | 48.95    | Норберт Трандафир · Румыния                                                        | 49.13    |
| 200 м вольный стиль            | Пауль Бидерман · Германия                                                    | 1:46.27  | Амори Лево · Франция                                                             | 1:47.69  | Доминик Козма · Венгрия                                                            | 1:47.72  |
| 400 м вольный стиль            | Пауль Бидерман · Германия                                                    | 3:47.84  | Гергё Киш · Венгрия                                                              | 3:48.09  | Самуэль Пиццетти · Италия                                                          | 3:48.66  |
| 800 м вольный стиль            | Гергё Киш · Венгрия                                                          | 7:49.46  | Грегорио Пальтриньери · Италия                                                   | 7:52.23  | Сергей Фролов · Украина                                                            | 7:52.81  |
| 1500 м вольный стиль           | Грегорио Пальтриньери · Италия                                               | 14:48.92 | Гергё Киш · Венгрия                                                              | 14:58.15 | Гергей Дьюрта · Венгрия                                                            | 15:04.38 |
|                                |                                                                              |          |                                                                                  |          |                                                                                    |          |
| 50 м на спине                  | Йонатан Копелев · Израиль                                                    | 24.73    | Мирко ди Тора · Италия                                                           | 24.95    | Гай Барнеа · Израиль · Рихард Бохуш · Венгрия · Дориан Гандин · Франция            | 25.14    |
| 100 м на спине                 | Аристидис Григориадис · Греция                                               | 53.86    | Хельге Меув · Германия                                                           | 54.06    | Яков Тумаркин · Израиль                                                            | 54.14    |
| 200 м на спине                 | Радослав Кавенцкий · Польша                                                  | 1:55.28  | Петер Бернек · Венгрия                                                           | 1:55.88  | Яков Тумаркин · Израиль                                                            | 1:57.35  |
|                                |                                                                              |          |                                                                                  |          |                                                                                    |          |
| 50 м брасс                     | Дамир Дугоньич · Словения                                                    | 27.32    | Фабио Скоццоли · Италия                                                          | 27.49    | Панайотис Самилидис · Греция                                                       | 27.64    |
| 100 м брасс                    | Фабио Скоццоли · Италия                                                      | 1:00.55  | Валерий Дымо · Украина                                                           | 1:00.68  | Маттиа Пеше · Италия                                                               | 1:00.93  |
| 200 м брасс                    | Даниель Дьюрта · Венгрия                                                     | 2:08.60  | Марко Кох · Германия                                                             | 2:09.26  | Панайотис Самилидис · Греция                                                       | 2:09.72  |
|                                |                                                                              |          |                                                                                  |          |                                                                                    |          |
| 50 м баттерфляй                | Рафаэль Муньос · Испания                                                     | 23.16    | Фредерик Буске · Франция                                                         | 23.30    | Евгений Цуркин · Беларусь                                                          | 23.37    |
| 100 м баттерфляй               | Милорад Чавич · Сербия                                                       | 51.45    | Ласло Чех · Венгрия                                                              | 51.77    | Маттео Ривольта · Италия                                                           | 52.40    |
| 200 м баттерфляй               | Ласло Чех · Венгрия                                                          | 1:54.95  | Бенце Бицо · Венгрия                                                             | 1:55.85  | Иоаннис Дримонакос · Греция                                                        | 1:56.48  |
|                                |                                                                              |          |                                                                                  |          |                                                                                    |          |
| 200 м комплекс                 | Ласло Чех · Венгрия                                                          | 1:56.66  | Джеймс Годдард · Великобритания                                                  | 1:57.84  | Маркус Роган · Австралия                                                           | 1:59.39  |
| 200 м комплекс                 | Ласло Чех · Венгрия                                                          | 4:12.17  | Давид Веррасто · Венгрия                                                         | 4:14.23  | Иоаннис Дримонакос · Греция                                                        | 4:14.41  |
|                                |                                                                              |          |                                                                                  |          |                                                                                    |          |
| Эстафета 4×100 м вольный стиль | Ален Бернар · Фредерик Буске · Амори Лево · Жереми Стравьюс · Франция        | 3:13.55  | Филиппо Маньини · Андреа Ролла · Марко Орси · Микеле Сантуччи · Италия           | 3:14.71  | Виталий Сырников · Вячеслав Андрусенко · Олег Тихобаев · Никита Коновалов · Россия | 3:15.13  |
| Эстафета 4×200 м вольный стиль | Пауль Бидерман · Дмитрий Колупаев · Клеменс Рапп · Тим Вальбургер · Германия | 7:09.17  | Филиппо Маньини · Самуэль Пиццетти · Риккардо Маэстри · Джанлука Маглиа · Италия | 7:13.10  | Доминик Козма · Ласло Чех · Гергё Киш · Петер Бернек · Венгрия                     | 7:13.60  |
| Комбиниров. эстафета 4×100 м   | Мирко ди Тора · Филиппо Маньини · Фабио Скоццоли · Маттео Ривольта · Италия  | 3:32.80  | Хельге Меув · Кристиан фом Лен · Штеффен Дайблер · Марко ди Карли · Германия     | 3:34.41  | Доминик Козма · Даниель Дьюрта · Ласло Чех · Петер Бернек · Венгрия                | 3:34.57  |

#### Женщины
| Дисциплины                     | Золото                                                                     | Золото     | Серебро                                                                                        | Серебро  | Бронза                                                                        | Бронза   |
| ------------------------------ | -------------------------------------------------------------------------- | ---------- | ---------------------------------------------------------------------------------------------- | -------- | ----------------------------------------------------------------------------- | -------- |
| 50 м вольный стиль             | Бритта Штеффен · Германия                                                  | 24.37      | Хинкелин Схрёдер · Нидерланды                                                                  | 24.78    | Нери Ньянгкуара · Греция                                                      | 24.93    |
| 100 м вольный стиль            | Сара Шёстрём · Швеция                                                      | 53.61      | Бритта Штеффен · Германия                                                                      | 54.15    | Даниела Шрайбер · Германия                                                    | 54.41    |
| 200 м вольный стиль            | Федерика Пеллегрини · Италия                                               | 1:56.76    | Зильке Липпок · Германия                                                                       | 1:58.19  | Офели Сирьель Этьен · Франция                                                 | 1:58.23  |
| 400 м вольный стиль            | Корали Балми · Франция                                                     | 4:05.31    | Мирея Бельмонте Гарсиа · Испания                                                               | 4:05.45  | Офели Сирьель Этьен · Франция                                                 | 4:07.47  |
| 800 м вольный стиль            | Богларка Капаш · Венгрия                                                   | 8:26.49    | Корали Балми · Франция                                                                         | 8:27.79  | Эва Ристов · Венгрия                                                          | 8:27.87  |
| 1500 м вольный стиль           | Мирея Бельмонте Гарсиа · Испания                                           | 16:05.34   | Эва Ристов · Венгрия                                                                           | 16:10.04 | Эрика Вильяэсиха Гарсия · Испания                                             | 16:15.85 |
|                                |                                                                            |            |                                                                                                |          |                                                                               |          |
| 50 м на спине                  | Мерседес Перис · Испания                                                   | 28.25      | Арианна Барбьери · Италия · Саня Йованович · Хорватия                                          | 28.31    |                                                                               |          |
| 100 м на спине                 | Йенни Менсинг · Германия                                                   | 1:00.08    | Арианна Барбьери · Италия                                                                      | 1:00.54  | Симона Баумртова · Чехия                                                      | 1:00.57  |
| 200 м на спине                 | Алексианн Кастель · Франция                                                | 2:08.41    | Йенни Менсинг · Германия                                                                       | 2:09.55  | Дуане да Роча Марке · Испания                                                 | 2:09.56  |
|                                |                                                                            |            |                                                                                                |          |                                                                               |          |
| 50 м брасс                     | Петра Хоцова · Чехия                                                       | 31.25      | Сисерика Макмахон · Ирландия                                                                   | 31.27    | Каролин Рухнау · Германия                                                     | 31.35    |
| 100 м брасс                    | Сара Пёве · Германия                                                       | 1:07.33    | Енни Юханссон · Швеция                                                                         | 1:07.85  | Марина Гарсия Урсаинки · Испания                                              | 1:07.91  |
| 200 м брасс                    | Сара Норденстам · Норвегия                                                 | 2:26.91    | Енни Юханссон · Швеция                                                                         | 2:27.25  | Ирина Новикова · Россия                                                       | 2:27.80  |
|                                |                                                                            |            |                                                                                                |          |                                                                               |          |
| 50 м баттерфляй                | Сара Шёстрём · Швеция                                                      | 25.64      | Трийн Альянд · Эстония                                                                         | 25.92    | Ингвильд Снилдал · Норвегия                                                   | 26.12    |
| 100 м баттерфляй               | Ингвильд Снилдал · Норвегия                                                | 58.04      | Мартина Гранстрём · Швеция                                                                     | 58.07    | Амит Иври · Израиль                                                           | 58.78    |
| 200 м баттерфляй               | Катинка Хоссу · Венгрия                                                    | 2:07.28    | Жужанна Якабош · Венгрия                                                                       | 2:07.86  | Мартина Гранстрём · Швеция                                                    | 2:08.22  |
|                                |                                                                            |            |                                                                                                |          |                                                                               |          |
| 200 м комплекс                 | Катинка Хоссу · Венгрия                                                    | 2:10.84    | Софи Аллен · Великобритания                                                                    | 2:11.49  | Эвелин Веррасто · Венгрия                                                     | 2:11.63  |
| 400 м комплекс                 | Катинка Хоссу · Венгрия                                                    | 4:33.76    | Трийн Альянд · Эстония                                                                         | 4:35.68  | Ингвильд Снилдал · Чехия                                                      | 4:38.07  |
|                                |                                                                            |            |                                                                                                |          |                                                                               |          |
| Эстафета 4×100 м вольный стиль | Лиза Виттинг · Бритта Штеффен · Зильке Липпок · Даниела Шрайбер · Германия | 3:37.98    | Ида Марко-Варга · Сара Шёстрём · Мишель Колеман · Габриэлла Фагундес · Натали Линбург · Швеция | 3:38.40  | Алиса Миццау · Федерика Пеллегрини · Эрика Феррайоли · Эрика Буратто · Италия | 3:39.84  |
| Эстафета 4×200 м вольный стиль | Алиса Миццау · Федерика Пеллегрини · Алиса Нести · Дилетта Карли · Италия  | 7:52.90    | Эвелин Веррасто · Катинка Хоссу · Жужанна Якабош · Агнеш Мутина · Венгрия                      | 7:54.70  | Аня Клинар · Сара Исакович · Мойка Сагмейстер · Урша Бежан · Словения         | 7:59.73  |
| Комбиниров. эстафета 4×100 м   | Сара Пёве · Бритта Штеффен · Йенни Менсинг · Александра Венк · Германия    | CR 3:58.43 | Алиса Миццау · Кьяра Боджатто · Арианна Барбьери · Илария Бьянки · Италия                      | 4:01.92  | Тереза Свендсен · Мартина Гранстрём · Йолин Хёстман · Натали Линбург · Швеция | 4:05.58  |

## Прыжки в воду

### Результаты

#### Мужчины
| Дисциплины              | Золото                                   | Золото | Серебро                                 | Серебро | Бронза                                              | Бронза |
| ----------------------- | ---------------------------------------- | ------ | --------------------------------------- | ------- | --------------------------------------------------- | ------ |
| Трамплин 1 м            | Илья Кваша · Украина                     | 430.50 | Евгений Кузнецов · Россия               | 412.65  | Маттьё Россе · Франция                              | 403.95 |
| Трамплин 3 м            | Маттьё Россе · Франция                   | 504.00 | Патрик Хаусдинг · Германия              | 502.75  | Илья Захаров · Россия                               | 493.80 |
| Синхронный трамплин 3 м | Евгений Кузнецов · Илья Захаров · Россия | 445.92 | Патрик Хаусдинг · Стефан Фек · Германия | 433.68  | Алексей Пригоров · Илья Кваша · Украина             | 432.48 |
| Вышка 10 м              | Том Дейли · Великобритания               | 565.05 | Виктор Минибаев · Россия                | 515.40  | Глеб Гальперин · Россия                             | 511.55 |
| Синхронная вышка 10 м   | Саша Кляйн · Патрик Хаусдинг · Германия  | 463.08 | Илья Захаров · Виктор Минибаев · Россия | 458.07  | Александр Бондарь · Александр Горшковозов · Украина | 437.79 |

#### Женщины
| Дисциплины              | Золото                                     | Золото | Серебро                                      | Серебро | Бронза                                     | Бронза |
| ----------------------- | ------------------------------------------ | ------ | -------------------------------------------- | ------- | ------------------------------------------ | ------ |
| Трамплин 1 м            | Анна Линдберг · Швеция                     | 301.35 | Таня Каньотто · Италия                       | 281.30  | Надежда Бажина · Россия                    | 275.15 |
| Трамплин 3 м            | Анна Линдберг · Швеция                     | 342.75 | Уши Фрайтаг · Германия                       | 321.40  | Алёна Фёдорова · Украина                   | 315.00 |
| Синхронный трамплин 3 м | Франческа Даллапе · Таня Каньотто · Италия | 325.50 | Анна Письменская · Алёна Фёдорова · Украина  | 302.10  | Катя Диков · Уши Фрайтаг · Германия        | 296.70 |
| Вышка 10 м              | Юлия Прокопчук · Украина                   | 321.55 | Ноэми Батки · Италия                         | 315.60  | Мария Курьо · Германия                     | 312.65 |
| Синхронная вышка 10 м   | Тоня Коуч · Сара Бэрроу · Великобритания   | 319.56 | Виктория Потехина · Юлия Прокопчук · Украина | 310.68  | Нора Субшински · Кристин Стойер · Германия | 303.93 |

#### Командные дисциплины
| Дисциплины           | Золото                             | Золото | Серебро                                      | Серебро | Бронза                                  | Бронза |
| -------------------- | ---------------------------------- | ------ | -------------------------------------------- | ------- | --------------------------------------- | ------ |
| Командные дисциплины | Одри Лабо · Маттьё Россе · Франция | 416.50 | Алёна Фёдорова · Александр Бондарь · Украина | 387.85  | Надежда Бажина · Артём Чесаков · Россия | 384.30 |

## Синхронное плавание
| Дисциплины | Золото                                      | Золото | Серебро                                  | Серебро | Бронза                                  | Бронза |
| ---------- | ------------------------------------------- | ------ | ---------------------------------------- | ------- | --------------------------------------- | ------ |
| Соло       | Наталья Ищенко · Россия                     | 97.810 | Андреа Фуэнтес · Испания                 | 95.900  | Лолита Ананасова · Украина              | 92.250 |
| Дуэт       | Наталья Ищенко · Светлана Ромашина · Россия | 97.860 | Она Карбонель · Андреа Фуэнтес · Испания | 95.980  | Дарья Юшко · Ксения Сидоренко · Украина | 92.950 |
| Группа     | Испания                                     | 96.210 | Украина                                  | 93.660  | Италия                                  | 90.530 |
| Комбинации | Испания                                     | 95.600 | Украина                                  | 93.420  | Италия                                  | 90.440 |